# 北倉洞
北倉洞 （プクチャンドン、朝：북창동）は、ソウル特別市中区にある法定洞。

## 概要
北倉洞は中区北西部に位置している法定洞である。前身は、日本統治時代である1914年（大正3年）に行政区画の統廃合により誕生した「北米倉町」である。日本統治終了後の1946年、日本色の払拭の一環として「町」が「洞」に改められ、「北倉洞」となった。名称は、李朝時代に宣恵庁の北側倉庫が置かれたことに由来している。

## 行政洞
北倉洞の区域は、以下の行政洞の管轄区域内にある。
- 小公洞 （ソゴンドン、소공동）